# Dorfkirche Großthiemig

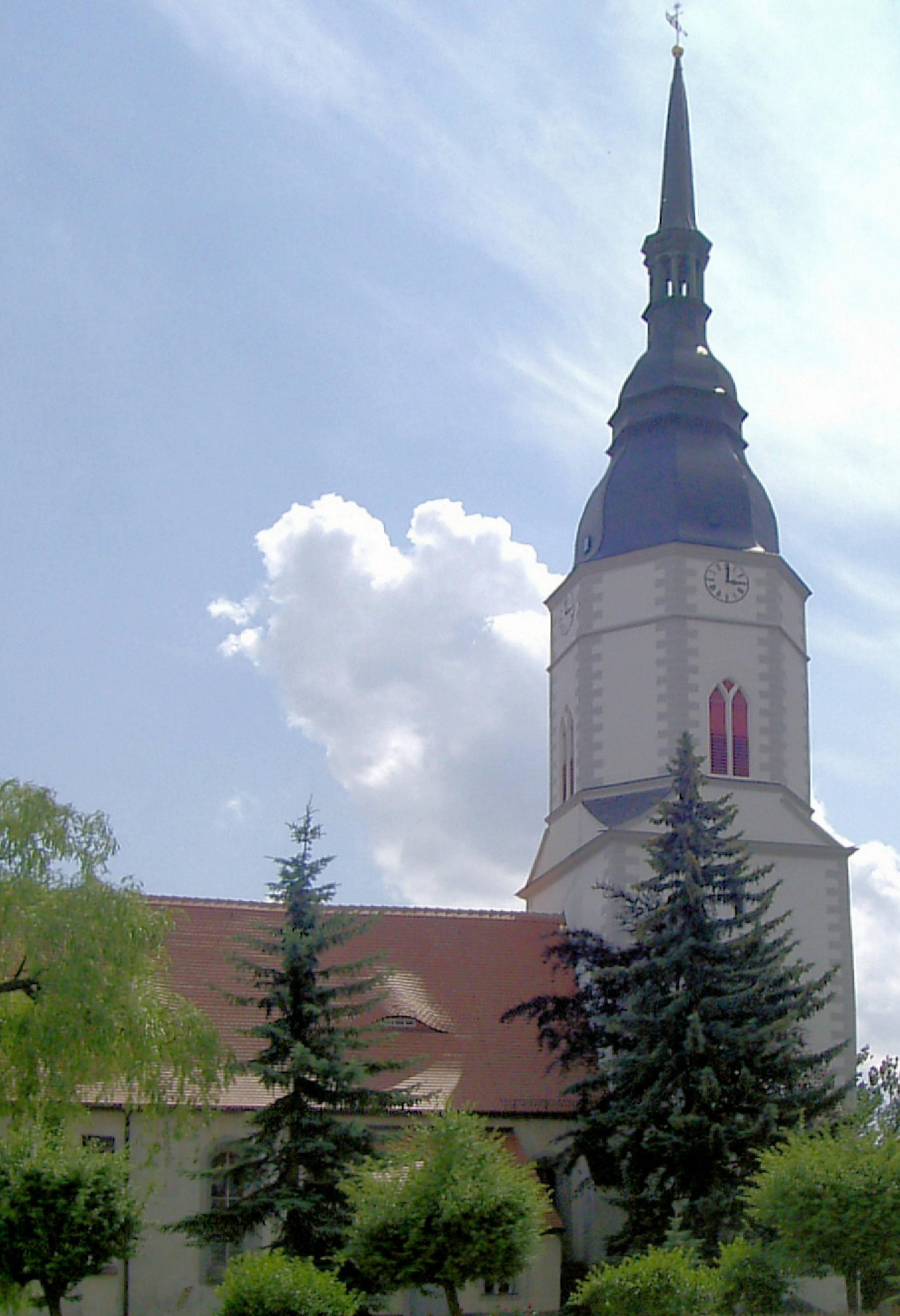
Dorfkirche Großthiemig

Die evangelische Dorfkirche Großthiemig ist ein denkmalgeschütztes Kirchengebäude in der Gemeinde Großthiemig im südbrandenburgischen Landkreis Elbe-Elster. Als in der Region einzigartig gelten ihre aus dem 16. Jahrhundert stammenden Brüstungsmalereien der Nord- und Westemporen.

## Geschichte

### Baubeschreibung und -geschichte
Die Entstehung der Kirche in der 1364 urkundlich erstmals als Tymenk erwähnten Schradengemeinde Großthiemig wird in die Zeit zwischen 1386 und 1415 datiert. Das Kirchenpatronat hatte jahrhundertelang die Herrschaft Großkmehlen inne.
Bei der Großthiemiger Dorfkirche handelt es sich um einen spätgotischen, im Kern gestreckten Saalbau aus Bruchstein mit polygonalem Ostschluss. Laut einer Inschrift im Inneren der Kirche erhielt diese ihr südliches Seitenschiff vermutlich bei Umbau- und Erweiterungsarbeiten im Jahre 1545. Westlich schließt sich ein quadratischer, ins oktogonale übergehender 57 Meter hoher Turm mit Doppelhaube und Laterne an. In das 17. Jahrhundert wird die Errichtung des oktogonalen Turmobergeschosses datiert. Eine Inschrift im Glockenstuhl enthält die Jahreszahl 1629. Im Norden befindet sich eine 1792 entstandene Vorhalle, vor dem südlichen Chorportal ein 1730 entstandener Anbau.
Im Jahre 1829 erfolgte der Einbau der heutigen Putzdecken. Außerdem erhielt das Glockengeschoss seine heutigen spitzbogigen Schallöffnungen. Die beiden ursprünglich vorhandenen Quergiebel der Kirche wurden abgetragen.
1934 erfolgte eine umfangreiche Restauration der Kirche unter Leitung des Kirchenmalers Fritz Leweke aus Halle. Fast 50 Jahre später kam es dann in den Jahren 1982 und 1983 zu einer weiteren Restauration des Innen- und Außenbereichs. Die Emporenmalereien der Kirche erfuhren 1993/94 eine Restauration. 1998 erfolgte die Anschaffung einer neuen Taufglocke.
Durch den Orkan Kyrill im Januar 2007 verursachte Schäden am Dach und Kirchturm machten im selben Jahr Reparaturarbeiten notwendig.

### Parochie Großthiemig

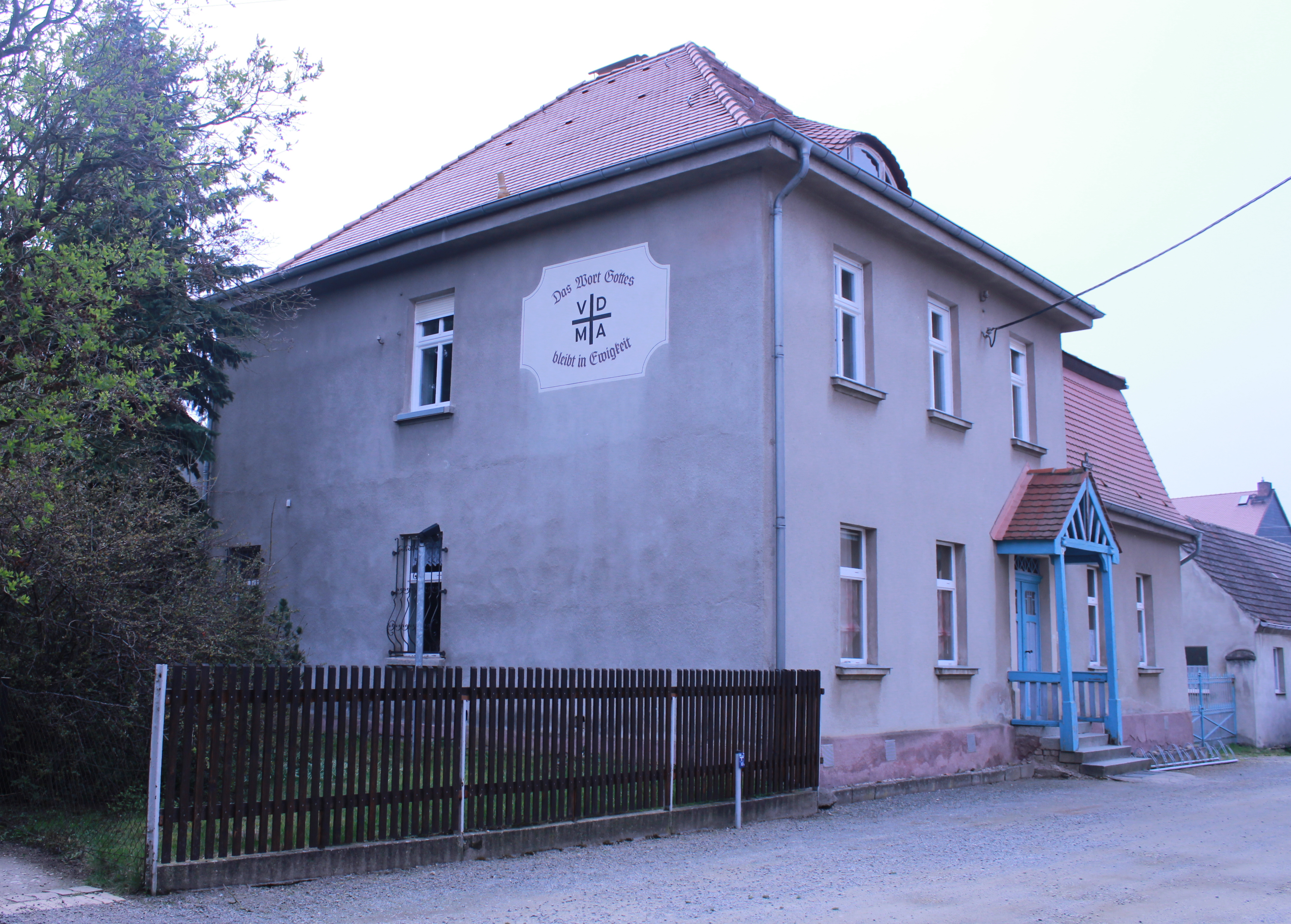
Ehemaliges Pfarrhaus Großthiemig

Neben Großthiemig gehörte auch die wenige Kilometer südlich gelegene Gemeinde Brößnitz bereits 1539 zur Parochie Großthiemig. Infolge der Bestimmungen des Wiener Kongresses 1815 gelangte Großthiemig vom Königreich Sachsen an den Regierungsbezirk Merseburg der preußischen Provinz Sachsen. Die Parochie Großthiemig war von da an der Superintendentur Elsterwerda unterstellt. Das nun sächsische Brößnitz verblieb allerdings bei Großthiemig. Zwischenzeitlich gehörten außerdem die Gemeinde Schraden und Blochwitz zu Großthiemig. Seit 1905 besitzt Brößnitz eine eigene kleine Kapelle. Außerdem wurde hier in jenem Jahr ein kommunaler Friedhof errichtet.
In der Gegenwart gehört Großthiemig zum dem Kirchenkreis Bad Liebenwerda zugehörigen Kirchspiel Hirschfeld, dem neben Hirschfeld und Großthiemig auch Gröden angehört.

## Ausstattung (Auswahl)

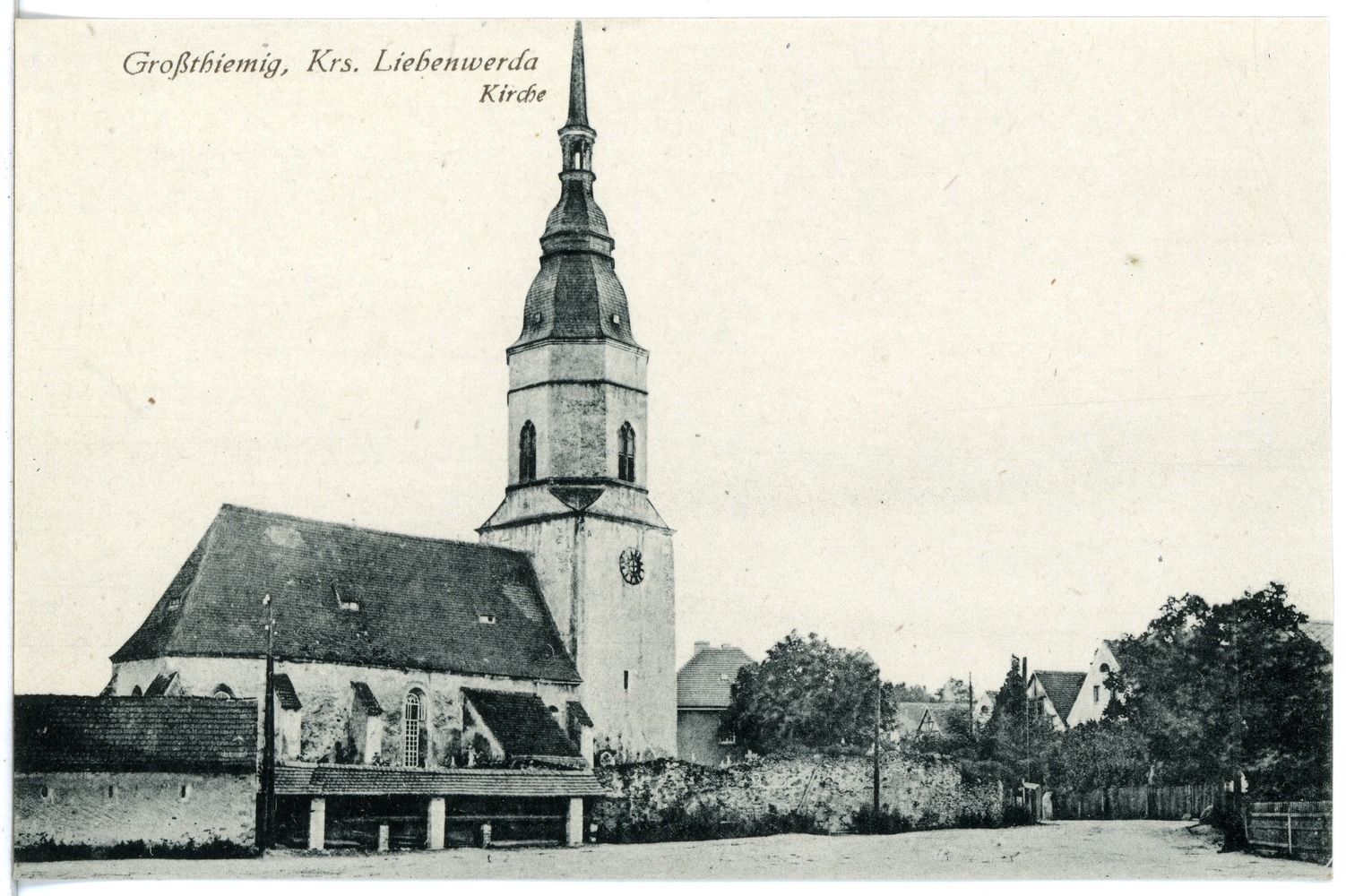
Die Großthiemiger Kirche im Jahre 1916.

Das Innere der Kirche präsentiert sich heute in einem im Wesentlichen unveränderten Zustand. Die hier ursprünglich vorhandenen Holzdecken wurden 1829 durch Putzdecken ersetzt.
Die reiche Ausstattung der Kirche stammt überwiegend aus dem 17. Jahrhundert. Im Hauptfeld des aus der Mitte des 17. Jahrhunderts stammenden hölzernen Altaraufsatzes befindet sich ein Bild, das Christus am Ölberg zeigt. In der Predella ist das Abendmahl zu sehen, in den Wangen Reliefmedaillons, die auf der linken Seite die Geburt Christi und auf der rechten Seite dessen Kreuzigung darstellen.
Im Norden, Süden und Westen der Kirche sind Emporen zu finden. Ihre reiche vom Dresdner Künstler Johann Heidenreich stammende Emporenmalerei, die Ende des 16. Jahrhunderts der ehemalige Gastwirt und erste evangelische Pfarrer Großthiemigs Andreas Schuricht vom Erlös seiner Schenke anbringen ließ, wird häufig auch als Bilderbibel bezeichnet. Sie gilt in der Region als einzigartig. Während die Brüstung der Nordempore mit Bildern der Passion bemalt ist, sind in der Brüstung der Südempore wiederum Bilder der Genesis zu finden. Fünf dieser Bilder wurden 1887 vom Ortrander Künstler W. Lucas erneuert.
Auf der Brüstung der Westempore, auch als Kinder- oder auch Orgelempore bezeichnet, befinden sich Malereien, die gegen Ende des 18. Jahrhunderts entstanden. Die Malereien zeigen 11 musizierende Engel. Darunter sind die Stifternamen dieser Bilder zu sehen.
Die Kanzel der Kirche entstand ebenfalls in der Mitte des 17. Jahrhunderts. Der hölzerne, mit Schnitzereien versehene polygonale Korb wird von einem geschnitzten Engel getragen. Des Weiteren besitzt sie einen kronenartigen, mit Putten und Schmerzensmann verzierten Schalldeckel. Die in der Kirche vorhandene Sandsteintaufe aus dem 16. Jahrhundert besitzt eine sechseckige Kuppa.
Aus vorreformatorischer Zeit stammen zwei noch vorhandene Beichtstühle.

## Orgel
Eine erste Orgel bekam die Großthiemiger Kirche im Jahre 1690. Der Dresdner Orgelbaumeister Johann Christian Gräbner schuf das 358 Taler kostende Instrument. Es besaß 13 klingende Stimmen auf einem Manual und Pedal. 1719 wurde eine 103 Taler kostende Reparatur fällig und gegen Ende des 18. Jahrhunderts war die Orgel wohl in einem Zustand, der ständig neue Reparaturen notwendig machte. Obwohl es schon zu jener Zeit Überlegungen gab, die Orgel zu ersetzen, hatte sie, fortlaufend notdürftig repariert, noch über 100 Jahre Bestand. Anfang des 20. Jahrhunderts konnten durch die Einrichtung eines Orgelbaufonds die notwendigen Mittel für eine neue Orgel zusammengebracht werden.
In der Kirche befindet sich heute eine 1908 vom Bautzener Orgelbaumeister Hermann Eule (1846–1929) geschaffene Orgel. Auf Grund eines 1926 bei Turmbauarbeiten entstandenen Wasserschadens musste das Instrument 1929 restauriert werden. Die damaligen Reparaturkosten beliefen sich auf 700 Reichsmark. Die Großthiemiger Orgel verfügt über eine pneumatische Taschenlade, zwei Manuale und siebzehn Register. Die Disposition lautet wie folgt:
| I Manual C–f3 |            |     |
| 1.            | Bordun     | 16′ |
| 2.            | Principal  | 8′  |
| 3.            | Hohlflöte  | 8′  |
| 4.            | Gamb       | 8′  |
| 5.            | Dolce      | 8′  |
| 6.            | Oktave     | 4′  |
| 7.            | Fugara     | 4′  |
| 8.            | Oktave     | 2′  |
| 9.            | Mixtur III |     |

| II Manual C–f3 |                 |    |
| 10.            | Geigenprinzipal | 8′ |
| 11.            | Gedeckt         | 8′ |
| 12.            | Aeoline         | 8′ |
| 13.            | Vox coelestis   | 8′ |
| 14.            | Gemshorn        | 4′ |

| Pedalwerk C–d1 |              |     |
| 15.            | Subbass      | 16′ |
| 16.            | Gedecktbaß   | 16′ |
| 17.            | Principalbaß | 8′  |

- Koppeln:

Normalkoppeln: II/I, I/P, II/P
Suboktavkoppeln: II/I
Superoktavkoppeln: II/I
- Spielhilfen: Glockenzug, Feste Kombinationen

## Glocken

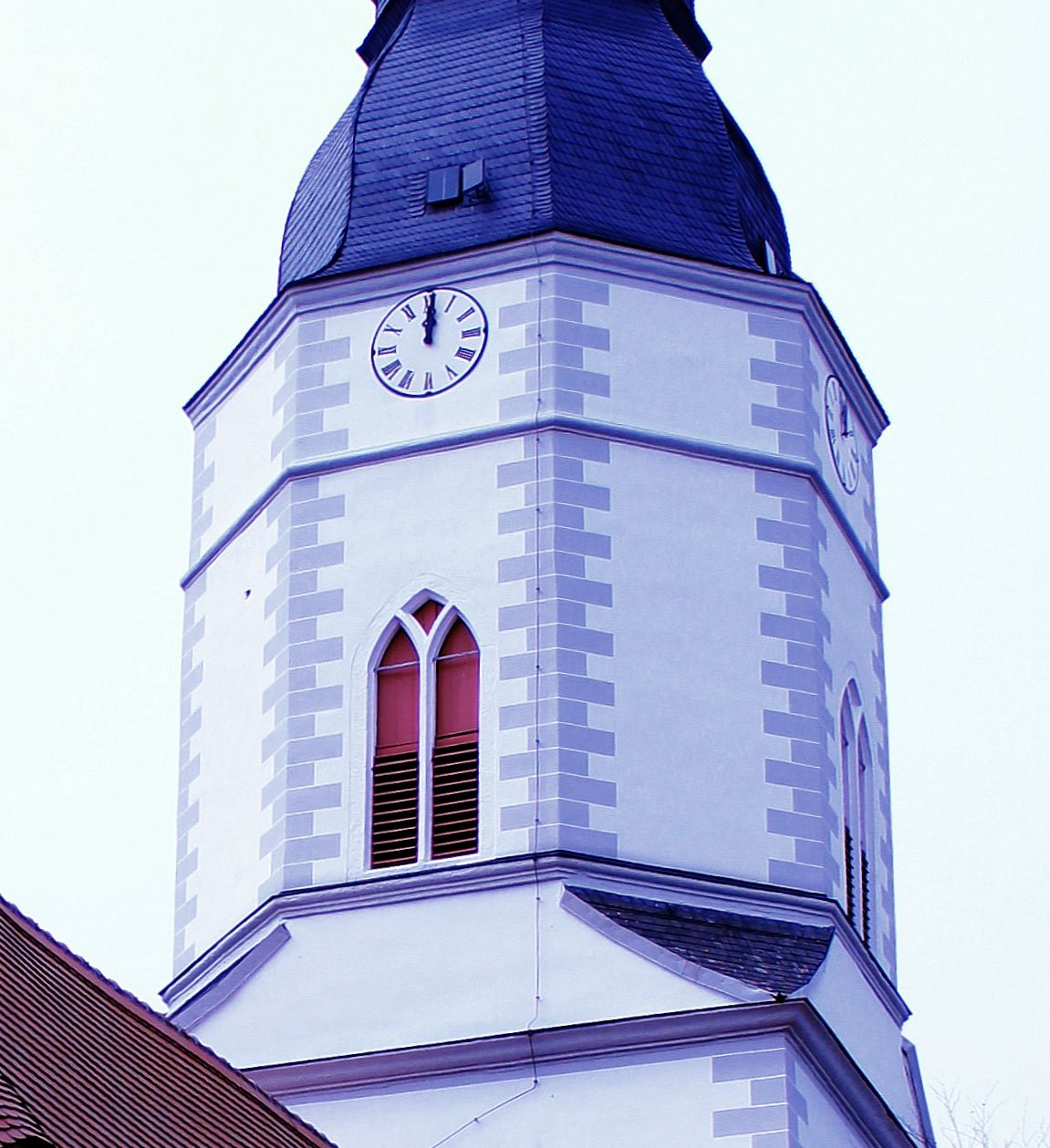
Glockengeschoss

Im Glockengeschoss befinden sich drei Glocken, die im April 1920 als Ersatz für die ursprünglich vorhandenen drei alten Bronzeglocken beim Bochumer Verein für Bergbau und Gussstahlfabrikation beschafft wurden. Zwei der alten Glocken mussten 1917 im Ersten Weltkrieg zu Kriegszwecken abgegeben werden. Die Dritte wurde im Zuge der Neubeschaffung an den Bochumer Verein verkauft. Gegossen wurden die Glocken inschriftlich im Jahre 1919. Die aus Spenden und dem Verkauf der alten Glocken aufgebrachten Kosten für die neuen in einem 1935 in der heimatkundlichen Schriftenreihe Die Schwarze Elster erschienenen Aufsatz als gewöhnlich bezeichneten Glocken beliefen sich dabei auf 10829 RM. Die große Glocke hat ein Gewicht von 1120,5 kg, die Mittelglocke wiegt 728 kg und die kleine Glocke 405,25 kg.
Neben der auf allen drei befindlichen Inschrift Gegossen vom Bochumer Verein, Bochum 1919 befinden sich auf den Glocken folgende Inschriften:
- Große Glocke: Heilig, heilig, heilig ist der Herr Zebaoth
- Mittag-Glocke (mittlere Glocke): Oh Land, Land, Land, höre des Herrn Wort
- Früh-Glocke (kleine Glocke): Verleih uns Frieden gnädiglich

Des Weiteren erhielt die Kirche 1998 eine neue Taufglocke, die in der Glockengießerei Lauchhammer geschaffen wurde.
Die vier ursprünglich vorhandenen alten Glocken der Kirche gaben die Töne Es, G, B und F an. Wie die neuen Glocken besaßen auch diese die Namen Große Glocke, Mittag-Glocke, Früh-Glocke und Taufglöckchen. Die Große Glocke stammte aus dem Jahre 1483 und war etwa 24 Zentner schwer, die etwa 12 Zentner schwere Mittag-Glocke wurde 1512 gegossen.
1799 sprang die Früh-Glocke, weshalb sie in Dresden umgegossen werden musste. Die beiden großen Glocken sprangen dann in den Jahren 1826 und 1829. Beide mussten deshalb 1830 vom Glockengießer Hadank in Hoyerswerda umgegossen werden. 1879 sprang die Mittelglocke abermals, weshalb sie in der Dresdner Glockengießerei Große erneut umgegossen werden musste.

## Grabmäler
Im Inneren der Kirche befindet sich nahe der Kanzeltürtreppe eine vier Ellen tiefe Gruft, in der einst Verwandte der Großkmehlener Patronatsherrschaft beigesetzt wurden. So wurde hier 1711 die 18-jährige Adlige Anna Elisabeth von Borck, einzige Schwester einer Frau Generalin von Brause, beigesetzt. 1715 folgte die Beisetzung der Friederika Elisabeth von Borck und 1717 wurde ein Fräulein Johanna von Lüttichau aus Kmehlen in der Gruft beerdigt.
Die Großthiemiger Kirche ist vom ehemaligen Ortsfriedhof umgeben. Die letzte Beerdigung fand hier 1904 statt.
Auf dem Gelände ist nordöstlich der Kirche ein Gefallenendenkmal zu Ehren der im Ersten Weltkrieg gefallenen Dorfbewohner zu finden. Auf dem aus Granitsteinen errichteten Denkmal, das sich hier mit seitlich angebrachten Namenstafeln auf einem dreistufigen Sockel befindet, ist eine Skulptur zu sehen, das eine trauernde Frau mit einem in ihre Arme gefallenen Soldaten darstellt.